# Марија Тертер
Марија Тертер (вероватно Марија Јаковлевна Светославна-Асен) је била бугарска царица, прва жена цара Ђорђа I Тертера и мајка цара Теодора Светослава.

## Биографија

### Порекло
Још увек нема прецизних података о пореклу царице Марије. Према историчару Пламену Павлову, царица Марија је потицала из царске породице Асен. Као доказ истиче речи Георгија Пахимера да је Ђорђе Тертер тежио „...царском достојанству...“ и пре брака са Кира-Маријом, а једини начин на који је то могао да добије био је да се сроди са царском породицом женидбом са потомком цара Јована Асена II. На основу другог дела имена њеног сина Светослав, које у 13. веку није било много уобичајено међу Бугарима за разлику од традиције имена код Руса, историчар сугерише да је царица Марија била ћерка руског кнеза Јакова Светослава, који је био ожењен унуком цара Јована Асена II, а да је Теодор Светослав добио име по свом деди. Према Пламену Павлову, то је и због чињенице да је после смрти деспота Јакова Светослава, Ђорђе I Тертер постао својеврсни вођа бугарског племства.
"Ако су ова размишљања тачна, онда би Марија такође требало да буде Асен, што је „карика која недостаје“ између Тертера и Асена".

### Брак
Године 1279. Ђорђе I Тертер се поново оженио Киром-Маријом, сестром цара Јована Асена III, а Марија и њен син Теодор Светослав су послати у Цариград. Након што је Ђорђе I Тертер ступио на бугарски престо 1280. године, наишао је на категорично одбијање бугарског патријарха Јоакима III да призна други царев брак као законит. Патријарх је чак претио цару Ђорђу I екскомуникацијом из цркве и није га пуштао у храмове. Цар је био принуђен да попусти пред поглаваром бугарске цркве. После преговора између Бугарске и Византије, договорено је да Марија и Теодор Светослав буду замењени за цареву непризнату другу жену и они су се вратили у Трново, а Кира-Марија је враћена у Цариград. По повратку у Тарново, Марија је крунисана за закониту царицу Бугара.

## Потомство
Цар Георгије I Тертер и царица Марија су имали троје деце:
- Теодор Светослав, бугарски цар († 1321.);
- Ана Тертер († 1304), 1284 Краљица Србије;
- Ћерка (наводно по имену Елена), 1285. жена татарин Чака, цар 1298. године.